# 2017年冬季世界大學運動會中華台北代表團
2017年冬季世界大學運動會中華台北代表團是中華民國（台灣）以“中華台北”名義，參與在哈薩克阿拉木圖舉行的2017年冬季世界大學運動會。共派出3位運動員參與2個項目。

## 运动员統計
| 项目     | 男子 | 女子 | 总计 |
| -------- | ---- | ---- | ---- |
| 競速滑冰 | 2    | 0    | 2    |
| 花式滑冰 | 1    | 0    | 1    |
| 总计     | 3    | 0    | 3    |

## 競速滑冰
選手：宋青陽、黃大原

## 花式滑冰
男子個人
- 曹志禕（總分：174.71，第18名）
  - 短曲：58.13（第21名）
  - 長曲：116.58（第18名）